# Sialk

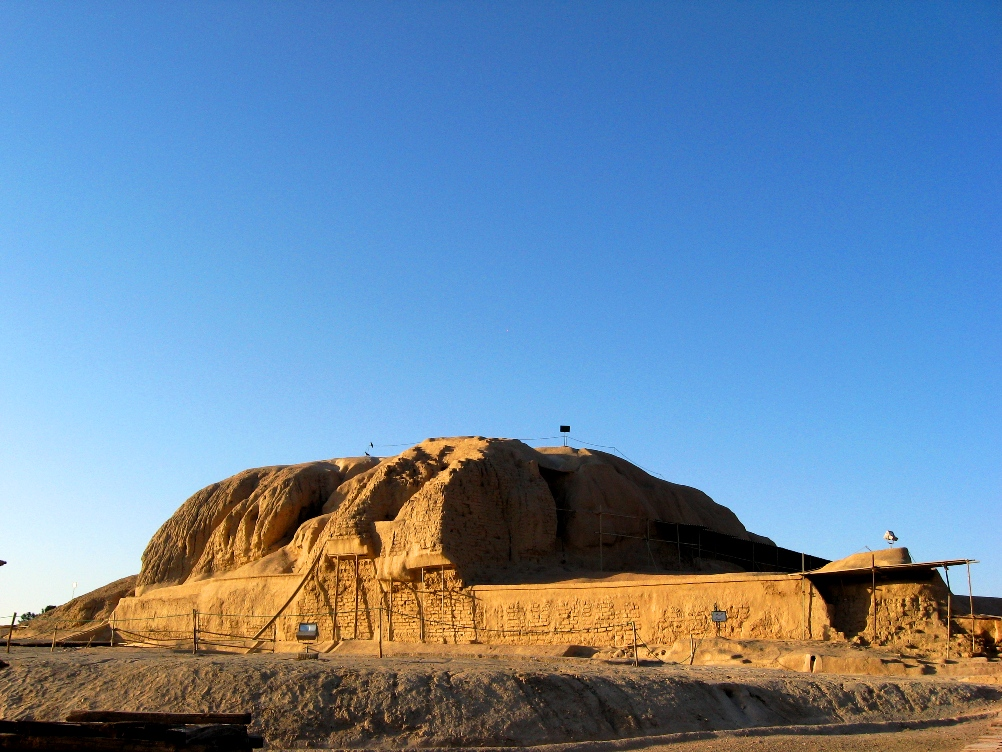
Sialk, Kachan.

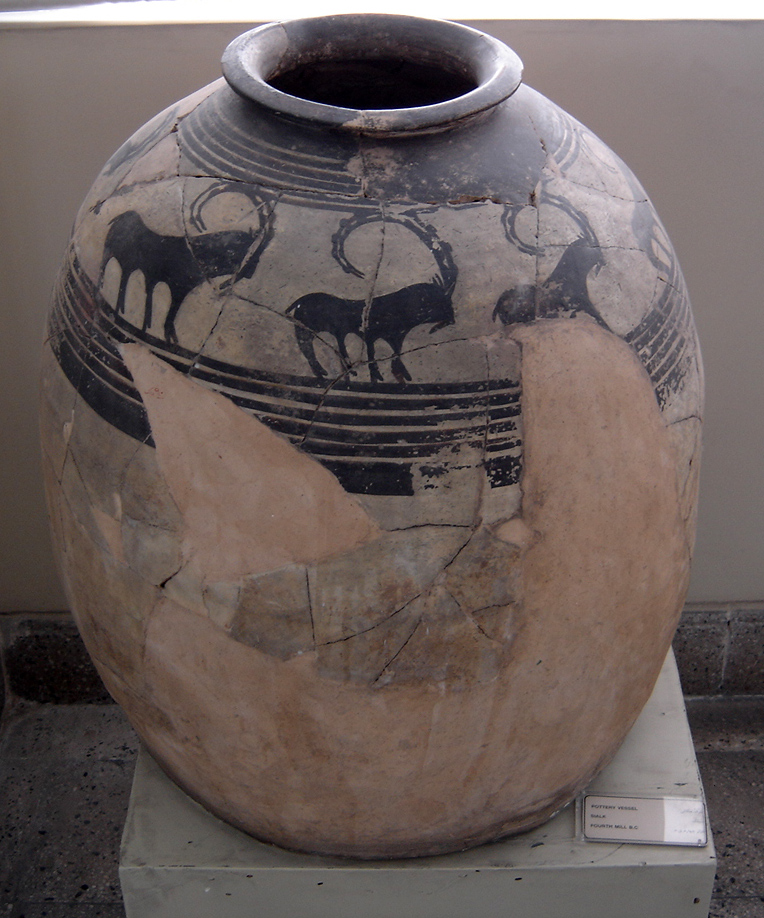
Poterie peinte à fond clair retrouvée à Tepe Sialk, niveau IV

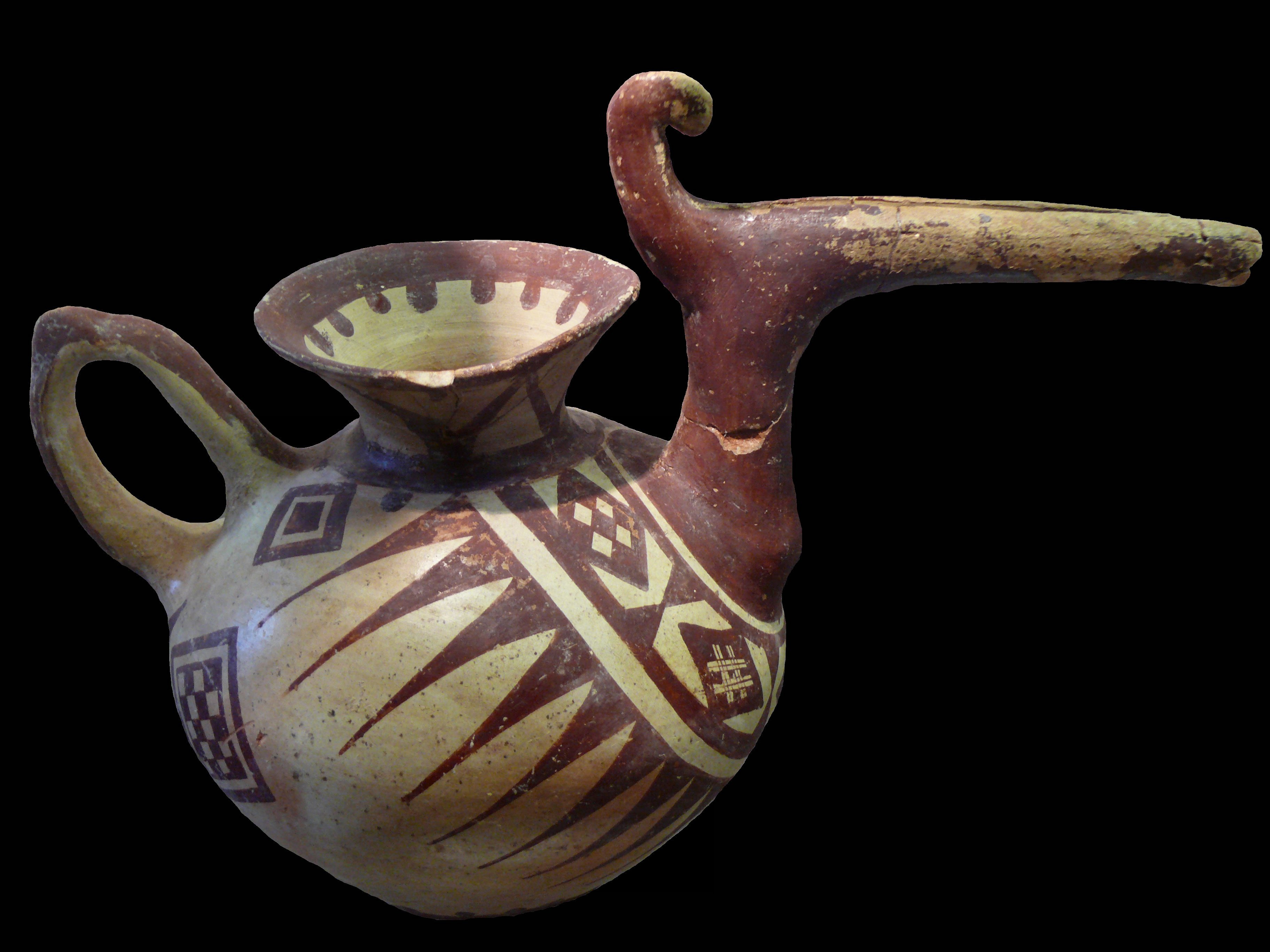
Vase à long bec retrouvé à Tepe Sialk, nécropole B, vers 1050-600 av. J.-C., musée du Louvre

Localisé dans la province d'Ispahan, et à quelques kilomètres de la ville de Kachan, le site archéologique de Tépé Sialk (en persan : تپه سیلک) est composé de deux collines distantes de 600 m, nommées Collines Nord et Sud. Le site fut pour la première fois investigué dans les années 1930 par une équipe française menée par Roman Ghirshman, et les résultats des études menées permirent l'établissement à l'époque d'une chronologie de la fin des temps préhistoriques dans le haut plateau iranien. Après soixante-dix ans d'abandon du site, plusieurs équipes iraniennes reprirent les recherches dans les années 2000. Il est établi que l'occupation remonterait à la fin du VIIe millénaire av. J.-C. jusqu'au IVe millénaire av. J.-C., à laquelle il faut ajouter la présence d'une nécropole plus tardive, datant du IIe millénaire av. J.-C..

## Colline Nord
Le tell nord comprend deux niveaux : Sialk I et Sialk II. L'architecture du niveau I est assez rudimentaire. Des tombes contenant des poteries ont été mises au jour. La céramique est au départ assez fruste, puis devient de meilleure qualité avec le temps. Aux sous-périodes 3, 4 et 5, on a retrouvé des poteries claires à décor peint. L'outillage est encore en pierre ou en os. Le niveau Sialk II voit l'apparition de la métallurgie. Le matériel archéologique retrouvé dans les bâtisses de cette période témoigne de liens croissants avec l'extérieur.

## Colline Sud
Le tell sud comprend les niveaux Sialk III et IV. Le premier, divisé en sept sous-périodes, correspond au Ve millénaire et au début du IVe. Cette période est en continuité avec la précédente, et voit la complexification de l'architecture (briques moulées, utilisation de la pierre) et l'artisanat, notamment métallurgique.
Le niveau Sialk IV débute dans la seconde moitié du IVe millénaire pour s'achever avec l'abandon du site au début du IIIe millénaire. Cette phase se trouve dans l'horizon proto-elamite, comme l'atteste la découverte de tablettes en proto-élamite à Tepe Sialk, et les ressemblances entre le matériel livré par ce site et celui de Suse III (niveau proto-élamite). Pour les sous-périodes plus anciennes de la période Sialk IV, on note des liens avec les civilisations mésopotamiennes d'Uruk et de Djemdet Nasr.
Au niveau Sialk IV, on trouve également les ruines de ce qui pourrait être la plus vieille Ziggourat du monde, en fait plutôt une "grande terrasse", comme on en trouve ailleurs sur le Plateau iranien à la même époque. Malheureusement, les ruines de ce vestige vieux de plus de 5000 ans sont en bien mauvais état. Il y a en fait deux structures situées à plusieurs dizaines de mètres l'une de l'autre. Les trois plateformes de la plus grande construction sont cependant toujours en place. Peu reste de la structure la plus petite.
Après un abandon de plus d'un millénaire, le site de Sialk est réoccupé dans la seconde moitié du IIe millénaire. Cette dernière phase d'occupation du site est divisée en deux périodes : Sialk V et Sialk VI. Le matériel archéologique de ces deux niveaux a surtout été retrouvé dans deux nécropoles, dites nécropole A et nécropole B. La première représente le niveau Sialk V. On y a trouvé des armes et d'autres objets en bronze, des bijoux, et quelques objets en fer. La céramique est de couleur gris-noir, ou rouge, avec parfois quelques décorations qui consistent en des motifs géométriques, et elle peut être rapprochée de celle des sites du Gorgan (Turang Tepe, Teppe Hissar). Dans la nécropole B, niveau Sialk VI, les tombes sont couvertes de dalles, alors que celles de la nécropole A étaient de simples trous creusés dans le sol, comblés par de la terre. On y a trouvé des armes en bronze, quelques autres en fer, et des mors, des harnachements, montrant que ces tombes sont celles de cavaliers. 
La céramique la plus représentative de ce site consiste en des vases à long bec, peinte de motifs géométriques ou animaliers. Le site est abandonné au début du Ier millénaire avant notre ère. On voit généralement dans les occupants de ce site des iraniens, ancêtres des Mèdes et des Persans, qui arrivent dans l'Iran occidental depuis l'Asie centrale à cette période.